# Samländisches Landgericht Königsberg
Das Samländische Landgericht Königsberg war von 1827 bis 1849 ein preußisches Land- und Stadtgericht mit Sitz in Königsberg (Preußen).

## Geschichte
Das Samländische Landgericht Königsberg wurde 1827 aus den Justizämtern Grünhof, Rossitten, Neuhausen, Waldau und einem Teil des Justizamtes Caporn gebildet. Es war ein Gericht 2. Klasse im Sprengel des Oberlandesgerichts Königsberg. In Königsberg bestand zusätzlich das Landgericht Königsberg und für die Stadt selbst das Stadtgericht Königsberg. 
1837 umfasste der Gerichtsbezirk 203 Ortschaften mit 15.723 Gerichtseingesessenen. Am Gericht waren ein Direktor, ein Assessor und sechs weitere Mitarbeiter beschäftigt. Gerichtstage wurden in Cratz abgehalten.
Nach der Märzrevolution wurden 1849 einheitlich Kreisgerichte gebildet. In Königsberg entstand so das Kreisgericht Königsberg.